# Alex Grossmann
Alexander „Alex“ Grossmann, auch Alexandre Grossman (* 5. August 1930 in Zagreb; † 12. Februar 2019) war ein jugoslawisch-französischer Physiker, der Anfang der 1980er Jahre mit Jean Morlet ein Pionier der Wavelets war, speziell der Wavelet-Transformation (CWT).

## Leben
Er verließ 1955 Jugoslawien, wo er am Institut Ruđer Bošković war, und studierte theoretische Physik an der Harvard University. Er war seit den 1960er Jahren theoretischer Physiker am Centre de Physique Théorique des CNRS und der Universität des Mittelmeeres Aix-Marseille II in Luminy. In den 1970er Jahren arbeitete er dort mehrfach mit Ingrid Daubechies zusammen, die an ihrer Doktorarbeit an der Freien Universität Brüssel schrieb. Morlet wandte sich an Grossmann (auf Empfehlung seines früheren Studienkollegen Roger Balian), um eine mathematische Basis für die von ihm empirisch gefundene Möglichkeit der Entwicklung und Rekonstruktionen von Signalen mit Wavelets zu erhalten.
Daneben befasste er sich mit vielen Gebieten der Physik, von der Festkörperphysik und Signalverarbeitung bis zur Gravitation.
1997 erhielt er den ersten Prix Special der französischen physikalischen Gesellschaft. Ab 2009 war er ordentliches Mitglied der Academia Europaea.

## Schriften
- Herausgeber mit J. M. Combes, Ph. Tchamitchian: Wavelets, Springer Verlag 1990.
- mit P. Goupillaud, J. Morlet: Cycle-Octave and Related Transforms in Seismic Signal Analysis, Geoexploration, Band 23, 1984, S. 85–102 (Wavelet Transformation).
- mit J. Morlet: Decomposition of Hardy functions into square integrable wavelets of constant shape, SIAM J. Math. Analysis, Band 15, 1984, S. 723–276.
- mit J. Morlet, T. Paul: Transforms associated to square integrable group representations, 2 Teile, J. Math. Phys., Band 26, 1985, S. 2473–2479, Ann. Inst. Henri Poincaré, Band 45, 1986, S. 293–309.